# Brookfield Center
Brookfield Center és una concentració de població designada pel cens dels Estats Units a l'estat d'Ohio. Segons el cens del 2000 tenia 1.288 habitants.

## Demografia
Segons el cens del 2000, Brookfield Center tenia 1.288 habitants, 543 habitatges, i 379 famílies. La densitat de població era de 173,9 habitants per km².
Dels 543 habitatges en un 22,3% hi vivien nens de menys de 18 anys, en un 58,7% hi vivien parelles casades, en un 7,4% dones solteres, i en un 30,2% no eren unitats familiars. En el 26,3% dels habitatges hi vivien persones soles el 14,9% de les quals corresponia a persones de 65 anys o més que vivien soles. El nombre mitjà de persones vivint en cada habitatge era de 2,35 i el nombre mitjà de persones que vivien en cada família era de 2,84.
Per edats la població es repartia de la següent manera: un 19% tenia menys de 18 anys, un 6,5% entre 18 i 24, un 20,3% entre 25 i 44, un 30,6% de 45 a 60 i un 23,5% 65 anys o més.
L'edat mediana era de 47 anys. Per cada 100 dones de 18 o més anys hi havia 87,6 homes.
La renda mediana per habitatge era de 46.667 $ i la renda mediana per família de 65.104 $. Els homes tenien una renda mediana de 39.375 $ mentre que les dones 23.906 $. La renda per capita de la població era de 22.055 $. Aproximadament el 3% de les famílies i el 6,2% de la població estaven per davall del llindar de pobresa.

## Poblacions properes
El següent diagrama mostra les poblacions més properes.